# Setosellina capriensis
Setosellina capriensis är en mossdjursart som först beskrevs av Campbell Easter Waters 1926.  Setosellina capriensis ingår i släktet Setosellina och familjen Setosellinidae. Inga underarter finns listade i Catalogue of Life.